# Yohei Takeda
Yohei Takeda (født 30. juni 1987) er en japansk fodboldspiller, som spiller for den japanske fodboldklub Nagoya Grampus.